# سد توكوروي
سد توكوروي (بالإنجليزية: Tucuruí Dam)‏ هو سد ثقلي خرساني على نهر توكانتين الواقع في مقاطعة توكوروي في ولاية بارا، البرازيل. الغرض الرئيسي من السد هو إنتاج الطاقة الكهرومائية والملاحة. إنه أول مشروع كهرمائي واسع النطاق في غابات الأمازون البرازيلية المطيرة. تبلغ القدرة المركبة للمحطة المكونة من 25 وحدة 8370 ميجاوات (11.220.000 حصان). بدأ بناء المرحلة الأولى في عام 1980 وانتهت في عام 1984 بينما بدأت المرحلة الثانية في عام 1998 وانتهت في عام 2010.

## البناء

### المرحلة الاولى
بدأ البناء في المرحلة الأولى في 24 نوفمبر 1975. دعت المرحلة الأولى إلى بناء السد الرئيسي، وحواجزه، وبيت الطاقة، ومجرى تصريف المياه، والجزء العلوي من أقفال الملاحة. في 1 فبراير 1977، بدأ صب الخرسانة في الموقع وفي سبتمبر 1978، بدأ تحويل النهر. في 6 سبتمبر 1984، بدأ الخزان بالملء وبعد 206 أيام وصل إرتفاع المياه إلي المستوي الطبيعي. تم الانتهاء من البناء بعد 3 سنوات من الموعد المحدد في 10 نوفمبر 1984. تم الانتهاء من هويس الملاحة الذي يعد جزءًا من تصميم السد جزئيًا فقط خلال المرحلة الأولى مع الجزء العلوي فقط. كان من المتوقع أن تبلغ تكاليف البناء 3.6 مليار دولار لكنها ارتفعت إلى أكثر من 5.5 مليار بنهاية البناء. بما في ذلك الفائدة أثناء البناء، بلغت التكلفة الإجمالية للمرحلة الأولى 7.5 مليار دولار. حتى عام 1999، أنتجت المرحلة الأولى ما معدله 21،428 تيراواط / ساعة من الكهرباء سنويًا.

### المرحلة الثانية
بدأ البناء في المرحلة الثانية بقيمة 1.35 مليار دولار في يونيو 1998. دعت هذه المرحلة إلى بناء بيت الطاقة الجديد لتوربينات فرانسيس 11 × 375 ميجاوات (503000 حصان) واستكمال نظام هويس الملاحة. يقع بيت الطاقة الجديد على يسار البيت القديم والأقفال على الجانب الشمالي من دعامات السد. كان من المتوقع أن تكتمل المرحلة الثانية في عام 2006 لكنها تأخرت عن الجدول الزمني. تم الانتهاء من بناء بيت الطاقة الثاني في أبريل 2007، لكن إنشاء أقفال الملاحة تأخر عن الموعد المحدد.

## التأثير
جلب سد توكوروي الطاقة إلى 13 مليون شخص وتم نقل 60٪ من الطاقة إلى الصناعات التي تخلق ما يقل قليلاً عن 2000 فرصة عمل. تمت إعادة توطين ما بين 25000 و 35000 شخص من منطقة الخزان المستقبلية في أوائل الثمانينيات. تم نقل 14000 شخص من قبل الحكومة. انتقل 3750 من هؤلاء الأشخاص إلى جزر جديدة أنشأها الخزان والتي تفتقر إلى البنية التحتية الكافية. اجتذب بناء السد المهاجرين، مما أدى إلى زيادة حالات الإصابة بالملاريا والإيدز بشكل كبير. أدى الانتهاء من المرحلة الأولى في عام 1984 إلى معدل كبير من البطالة بين موظفيها البالغ عددهم 20 ألف موظف وهجرة لاحقة من المنطقة. تقع المنطقة التي غمرتها الفيضانات في منطقة غابات توكانتينز-أراغوايا-مارانهاو البيئية، وهي المنطقة الأكثر تدهورًا في منطقة الأمازون. أدى التدفق الكبير للناس إلى المنطقة إلى إزالة الغابات وإلى آثار سلبية من زيادة تربية الماشية. أدت الزيادة السكانية أيضًا إلى إجهاد البنية التحتية الحالية أو نقصها.

## أنظر أيضاً
- قائمة أكبر محطات توليد الطاقة في العالم
- قائمة المشاريع العملاقة